# Omloop Het Volk 1994
De 49e editie van de Omloop Het Volk vond plaats op 26 februari 1994.

## Uitslag
| Plaats  | Naam               | Ploeg           | Tijd     |
| ------- | ------------------ | --------------- | -------- |
| Winnaar | Wilfried Nelissen  | Novemail-Histor | 4u48'00" |
| 2       | Frédéric Moncassin | WordPerfect     | z.t.     |
| 3       | Andreas Kappes     | Trident-Schick  | z.t.     |
| 4       | Johan Museeuw      | Mapei-CLAS      | z.t.     |
| 5       | Andrei Tchmil      | Lotto-Caloi     | z.t.     |
| 6       | Richard Virenque   | Festina-Lotus   | z.t.     |
| 7       | Erik Zabel         | Telekom         | z.t.     |
| 8       | Mario De Clercq    | Lotto-Caloi     | z.t.     |
| 9       | Johan Capiot       | TVM-Bison Kit   | z.t.     |
| 10      | Hendrik Redant     | ZG Mobili       | z.t.     |

1945 · 1946 · 1947 · 1948 · 1949 · 1950 · 1951 · 1952 · 1953 · 1954 · 1955 · 1956 · 1957 · 1958 · 1959 · 1960 · 1961 · 1962 · 1963 · 1964 · 1965 · 1966 · 1967 · 1968 · 1969 · 1970 · 1971 · 1972 · 1973 · 1974 · 1975 · 1976 · 1977 · 1978 · 1979 · 1980 · 1981 · 1982 · 1983 · 1984 · 1985 · 1986 · 1987 · 1988 · 1989 · 1990 · 1991 · 1992 · 1993 · 1994 · 1995 · 1996 · 1997 · 1998 · 1999 · 2000 · 2001 · 2002 · 2003 · 2004 · 2005 · 2006 · 2007 · 2008 · 2009 · 2010 · 2011 · 2012 · 2013 · 2014 · 2015 · 2016 · 2017 · 2018 · 2019 · 2020 · 2021 · 2022 · 2023 · 2024 · 2025